# 新车乡
新车乡，是中华人民共和国湖南省永州市道县下辖的一个乡镇级行政单位。

## 行政区划
新车乡下辖以下地区：
上车洞村、洞尾村、秀水洞村、土岗村、新车村、老高坝洞村、藕塘村、新高坝洞村、猫儿山村、桐溪尾村、百丈洞村、三十工村、祥乐福村、龙眼塘村、雷洞村、莫家洞村、八家村、下汶村、上汶村、新屋村、麻元里村、石坝头村、新茶村、塘下村、坝背村、寺下村、蒋家洞村和午田村。